# Cordia leslieae
Cordia leslieae är en strävbladig växtart som beskrevs av J.S. Miller. Cordia leslieae ingår i släktet Cordia, och familjen strävbladiga växter. Inga underarter finns listade i Catalogue of Life.